# Myckelgensjö lillkyrka
Myckelgensjö lillkyrka är en kyrkobyggnad i Örnsköldsviks kommun. Den är församlingskyrka i Anundsjö församling, Härnösands stift.

## Kyrkobyggnaden
Kyrkan är ett äldre bönhus som upprustades 1970. Byggnaden har en stomme av liggtimmer, ytterväggar klädda vitmålad träpanel och ett sadeltak klätt med plåt. Invändigt är den indelad i våningar.
Altartavlan är målad 1912 av Charles Belander.